# Catherine McAuley

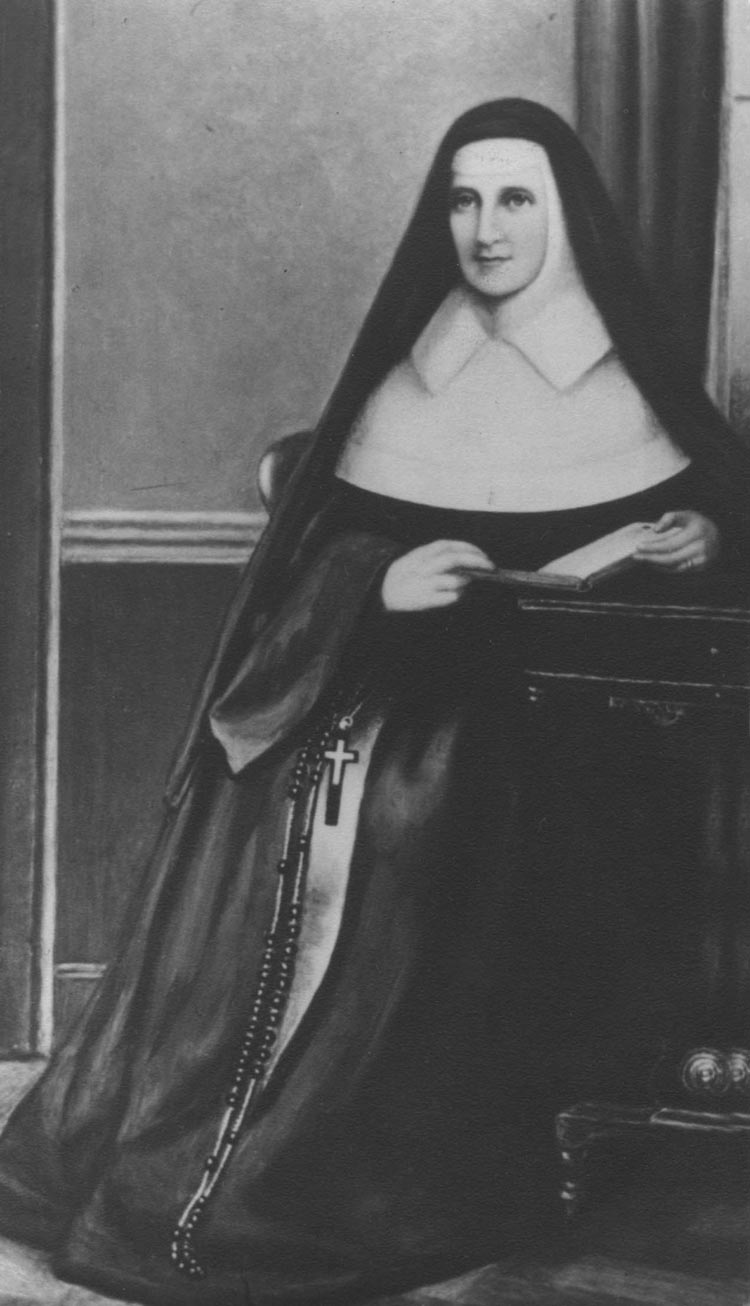
Catherine McAuley

Catherine Elizabeth McAuley (Stormanstown House, 29 settembre 1778 – Dublino, 11 novembre 1841) è stata una religiosa irlandese, fondatrice delle suore della Misericordia.

## Biografia
Nacque presso Dublino da James e Elinor Conway, un'agiata coppia cattolica. Nel 1783, all'età di cinque anni, perse il padre e la madre, donna dissoluta e amante della vita mondana, dilapidò il patrimonio della famiglia: Elinor morì nel 1798. Catherine, diciassettenne, si trasferì a casa dello zio Owen Conway, mentre i suoi due fratelli vennero adottati da una coppia protestante, gli Armstrong, e aderirono alla loro confessione.
Owen Conway finì presto in miseria e Catherine venne affidata ai coniugi quaccheri William e Catherine Callaghan, suoi lontani parenti, che avevano accumulato un cospicuo patrimonio in India: i Callaghan morirono nel 1822 e, non avendo avuto figli, Catherine ereditò la loro fortuna.
La McAuley decise di impiegare la sua eredità per promuovere opere di carità, soprattutto a favore delle ragazze povere, delle donne sole e delle anziane abbandonate: aprì una scuola femminile gratuita presso la Coolock House e il 24 settembre 1827 aprì in Baggot street a Dublino la House of Mercy, che divenne la principale sede della sua opera assistenziale. Inizialmente l'iniziativa ebbe un carattere laicale, ma nel 1830, su consiglio del suo direttore spirituale Michael Blakel (poi vescovo di Dromore) la McAuley decise di abbracciare la vita religiosa.
Catherine McAuley compì il noviziato presso le suore della Presentazione di Nano Nagle e, il 12 dicembre 1831, insieme a due collaboratrici, emise la sua professione dei voti religiosi secondo la regola della Presentazione. Ebbe così origine la congregazione delle suore della Misericordia. Le religiose, organizzate in case autonome, non dipendevano da un governo centrale, ma condividevano solo la regola e il carisma: questa forma di governo, monastica, consentì alla congregazione di diffondersi rapidamente (i vescovi delle diocesi americane e australiane istituite di recente, per gestire le scuole e gli ospedali da loro aperti, avevano bisogno di suore dedite all'apostolato attivo e preferivano ricorrere a religiose che non dipendessero da un'autorità esterna per disporne più liberamente). Nel corso del XX secolo sono sorte numerose federazioni nazionali di suore della Misericordia che hanno dato origine ad alcune congregazioni (tra le maggiori: le Suore della Misericordia d'Irlanda, dell'Unione di Gran Bretagna, delle Americhe, di Australia, di Alma, di Terranova, delle Filippine, di Gravesend, di Wellington, di Gran Bretagna).
La McAuley morì l'11 novembre 1841 nella casa di Baggot street: la sua causa di beatificazione, introdotta nel 1975, ha portato al riconoscimento delle sue virtù eroiche da parte di papa Giovanni Paolo II nel 1990.